# Hugh Montgomery

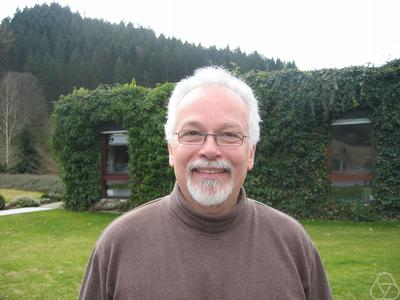
Hugh Montgomery (2008)

Hugh Lowell Montgomery (26 augustus 1944) is een Amerikaans wiskundige, die werkzaam is op de gebieden van de analytische getaltheorie en de wiskundige analyse. Als een Marshall-geleerde behaalde Montgomery zijn Ph.D. aan de Universiteit van Cambridge. Na zijn promotie was Montgomery gedurende vele jaren verbonden aan de Universiteit van Michigan. 
Hij is het best gekend voor zijn Montgomery-paarcorrelatievermoeden, zijn ontwikkeling van de grote zeefmethoden en voor het samen met Ivan M. Niven en Herbert Zuckerman schrijven van een van de standaard inleidende leerboeken in de getaltheorie, A Introduction to the Theory of Numbers, nu in zijn vijfde editie (ISBN 0471625469).